# Koltunicladia
Koltunicladia is een geslacht van sponsdieren uit de klasse van de Demospongiae (gewone sponzen).

## Soort
- Koltunicladia flabelliformis (Koltun, 1970), dezelfde soort als Neocladia flabelliformis